# 森生真實
森生 真實（3月15日—）是日本漫畫家，女性，血型O型。愛媛縣出身。作品主要為校園類漫畫。 

## 作品
以下中文名均為臺灣東立出版社譯名。
- 世界搖啊搖、全1冊、原名
- 戀愛驚嘆號、全1冊、原名
- 第七個微笑、全1冊、原名
- 城南高中學生會故事
  1. 全體注意!、全1冊、原名
  2. 女學生戰線、全1冊、原名
- 戀愛前夕、全1冊、原名
- 夢中宇宙之戀、全3冊、原名
- 她的理由、全1冊、原名
- 迷失的羔羊、全2冊、原名
- 百貨驚魂記、全1冊、原名
- 聖．超級警備隊、全11冊、原名《聖・はいぱあ警備隊（日语：聖・はいぱあ警備隊）》
- 制服美少年、全16冊、原名《おまけの小林クン（日语：おまけの小林クン）》
- 含羞草沙拉、全1冊、原名
- 自由派學園、全2冊、原名
- 星星糖達令、全1冊、原名
- 焦糖男孩、1冊待續、原名
- 恐龍牙醫、全1冊、原名

## 外部連結
- （日語）
- （日語）